# Hans Jørgen Kvåle
Hans Jørgen Kvåle (* 12. Dezember 1989) ist ein norwegischer Ski-Orientierungsläufer und Mountainbike-Orientierungsfahrer.
Kvåle gewann bei den Ski-Orientierungslauf-Weltmeisterschaften 2011 in Schweden mit Eivind Tonna und Lars Hol Moholdt die Bronzemedaille im Staffellauf. 2012 wurde er mit der Staffel Vizeeuropameister und gewann über die Mittel- und Langdistanz jeweils die Bronzemedaille. Bei den Europameisterschaften 2013 im lettischen Madona gewann er den Mitteldistanzlauf vor dem Finnen Staffan Tunis. Über die Langdistanz gewann er Silber hinter dem Schweden Peter Arnesson und im Sprint die Bronzemedaille. Mit Audhild Rognstad gewann er zudem die Bronzemedaille im Mixedsprint und mit Ove Sætra und Lars Hol Moholdt noch Gold im abschließenden Staffelwettbewerb.
Im Mountainbike-Orienteering nahm er 2010 erstmals an Weltmeisterschaften teil. 2013 erreichte er im Sprint und über die Mitteldistanz die Plätze fünf und sechs. Da Hans Jørgen Kvåle auch in Schweden lebt und in Norwegen keine nationalen Meisterschaften im Orientierungsfahren ausgetragen werden startete er mehrfach bei schwedischen Meisterschaften und gewann dabei auch mehrere Titel.

## Platzierungen

### Ski-Orientierungslauf
Weltmeisterschaften: (1 × Bronze)
- 2009: 19. Platz Sprint, 16. Platz Mittel, 15. Platz Lang
- 2011: 4. Platz Sprint, 12. Platz Mittel, 4. Platz Mixed, 3. Platz Staffel
- 2013: 7. Platz Sprint, 6. Platz Mittel, 7. Platz Lang, 6. Platz Mixed, 4. Platz Staffel

Europameisterschaften: (2 × Gold, 2 × Silber, 4 × Bronze)
- 2010: 6. Platz Sprint, 30. Platz Mittel, Lang dsq., 2. Platz Staffel
- 2011: 9. Platz Sprint, 20. Platz Mittel, 10. Platz Lang, 4. Platz Staffel
- 2012: 8. Platz Sprint, 3. Platz Mittel, 3. Platz Lang, 2. Platz Staffel
- 2013: 3. Platz Sprint, 1. Platz Mittel, 2. Platz Lang, 1. Platz Staffel, 3. Platz Mixed

Norwegische Meisterschaften:
- 2007/08: 4. Platz Mittel
- 2008/09: 3. Platz Lang
- 2009/10: 1. Platz Mittel, 5. Platz Lang
- 2010/11: 2. Platz Mittel, 2. Platz Lang
- 2012/13: 2. Platz Mittel, 2. Platz Lang

Schwedische Meisterschaften:
- 2011/12: 3. Platz Lang

### Mountainbike-Orienteering
Weltmeisterschaften:
- 2010: Sprint dsq., 46. Platz Mittel, 21. Platz Lang
- 2012: 11. Platz Sprint, Mittel dsq., 34. Platz Lang
- 2013: 5. Platz Sprint, 6. Platz Mittel, 13. Platz Lang, 12. Platz Staffel

Europameisterschaften:
- 2013: 10. Platz Sprint, 19. Platz Mittel, 15. Platz Lang

Schwedische Meisterschaften:
- 2011: 1. Platz Sprint, 1. Platz Mittel, 1. Platz Lang
- 2012: 1. Platz Sprint, 1. Platz Mittel
- 2013: 1. Platz Sprint, 1. Platz Mittel